# St. Bartholomäus (Czerwieńczyce)

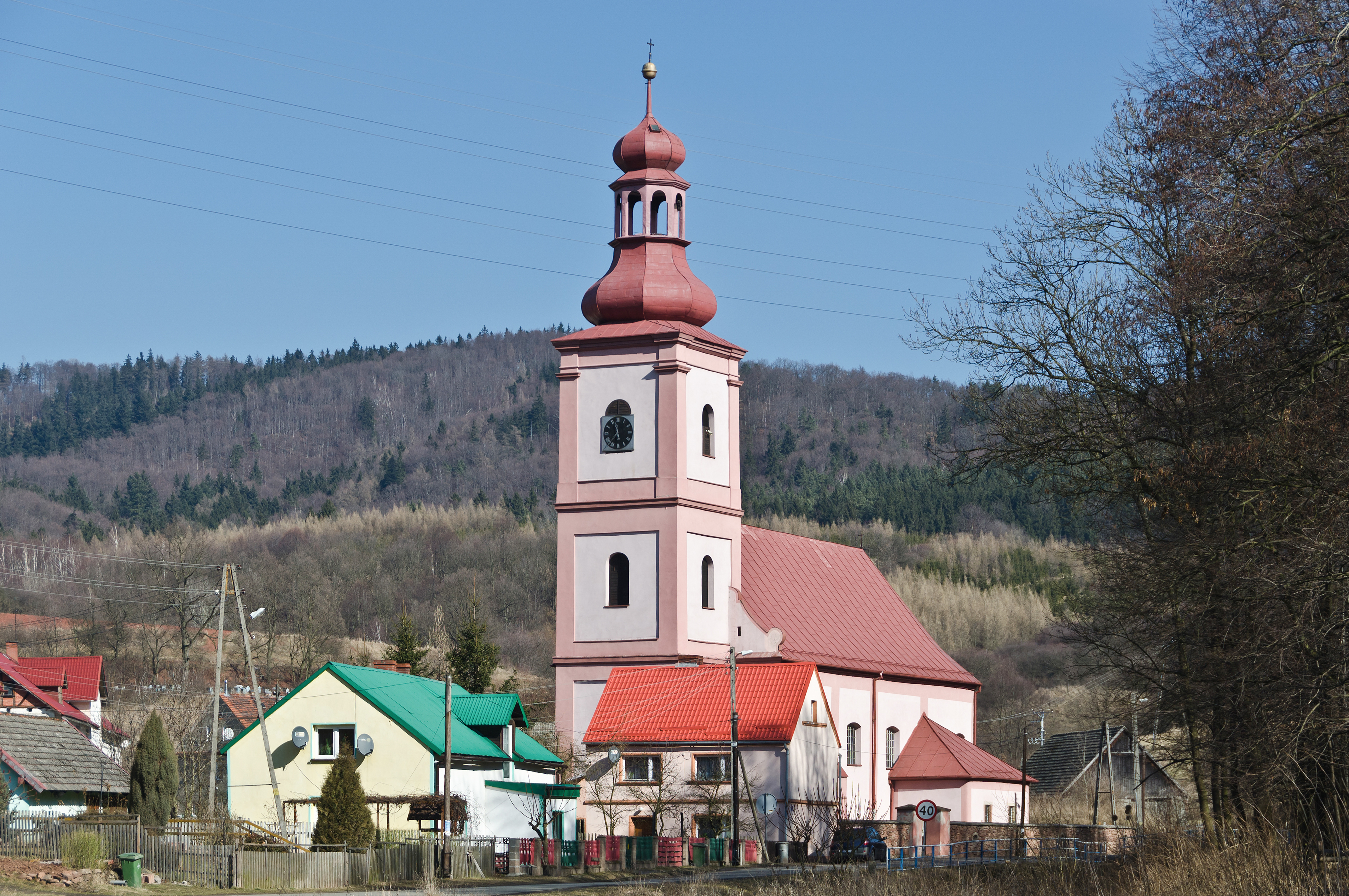
St. Bartholomäus in Czerwieńczyce

St. Bartholomäus ist eine römisch-katholische Filialkirche in Czerwieńczyce (deutsch: Rothwaltersorf) der Pfarrkirche Peter und Paul in Bożków (Eckersdorf) im Powiat Kłodzki der Woiwodschaft Niederschlesien in Polen. Seit 2004 gehört sie zum Bistum Świdnica (Schweidnitz).

## Geschichte
Rothwaltersdorf, das mit dem Glatzer Land von Anfang an zum Erzbistum Prag gehörte, hatte bereits 1384 eine eigenständige Pfarrkirche. Mit der Reformation wurde sie 1558 protestantisch. 1585 wurde sie aus Stein neu errichtet. Nach der Gegenreformation wurde sie 1623 den Katholiken zurückgegeben. Danach wurde die Pfarrei etwa 30 Jahre hindurch von Eckersdorf aus und anschließend 153 Jahre von Gabersdorf aus seelsorgerisch betreut. Im 17. Jahrhundert wurde sie abermals neu errichtet und 1793 erweitert und barockisiert. Ein Jahr später kam der Turm mit einer barocken Haube hinzu. Erst 1805 erhielt die Kirche wieder einen eigenen Pfarrer, Josef Werner, gebürtig aus Ludwigsdorf. Zur Pfarrei gehörten die Orte Rothwaltersdorf, die Neudorfer Wüstung, die Kolonien Leppelt und Welchen und die Gabersdorfer Wüstung. Der letzte deutsche Pfarrer war Alois Ruffert.

## Kircheninneres
Die geostete einschiffige Backsteinkirche mit halbrunde Chor ist durch einen Rundbogen vom Kirchenschiff getrennt. Im neuromanischen Hochaltar stehen Statuen des Kirchenpatrons Bartholomäus und der Apostel Peter und Paul. Gegenüber der barocken Kanzel befindet sich ein Marienbildnis unbekannter Herkunft.